# Dominique Lemoine
Dominique Lemoine (Tournai, 12 de março de 1966) é um ex-futebolista belga que atuava como meia e/ou lateral-esquerdo. Fez 4 jogos pela seleção de seu país.
Em dezembro de 1997, ele participou do jogo festivo entre a Seleção da Europa contra a Seleção do Resto do Mundo, no dia do sorteio da Copa do Mundo de 1998.

## Cronologia de Clubes
| Clube              | Anos      | Jogos | Gols |
| ------------------ | --------- | ----- | ---- |
| Valenciennes F. C. | 1982-1983 | 0     | 0    |
| KV Kortrijk        | 1983-1986 | 53    | 8    |
| KSK Beveren        | 1986-1989 | 42    | 3    |
| FC Mulhouse        | 1988-1990 | 28    | 1    |
| KV Kortrijk        | 1990-1992 | 41    | 5    |
| R. E. Mouscron     | 1992-1997 | 127   | 41   |
| R. C. D. Español   | 1997      | 8     | 0    |
| Standard de Liège  | 1997-1998 | 5     | 0    |
| R.A.E.C Mons       | 1999-2000 | 10    | 3    |

## Jogos Pela Seleção Belga
| #  | Data                    | Partida                      | Torneio                                          | Ref.  |
| -- | ----------------------- | ---------------------------- | ------------------------------------------------ | ----- |
| 1. | 11 de Fevereiro de 1997 | Irlanda do Norte 3x0 Bélgica | Amistoso Internacional                           | [ 2 ] |
| 2. | 29 de Março de 1997     | País de Gales 1 x 2 Bélgica  | Eliminatórias da Copa do Mundo de 1998 - Grupo 7 | [ 2 ] |
| 3. | 30 de Abril de 1997     | Turquia 1 x 3 Bélgica        | Eliminatórias da Copa do Mundo de 1998 - Grupo 7 | [ 2 ] |
| 4. | 07 de Junho de 1997     | Bélgica 6 x 0 San Marino     | Eliminatórias da Copa do Mundo de 1998 - Grupo 7 | [ 2 ] |